# Anhaltisches Theater

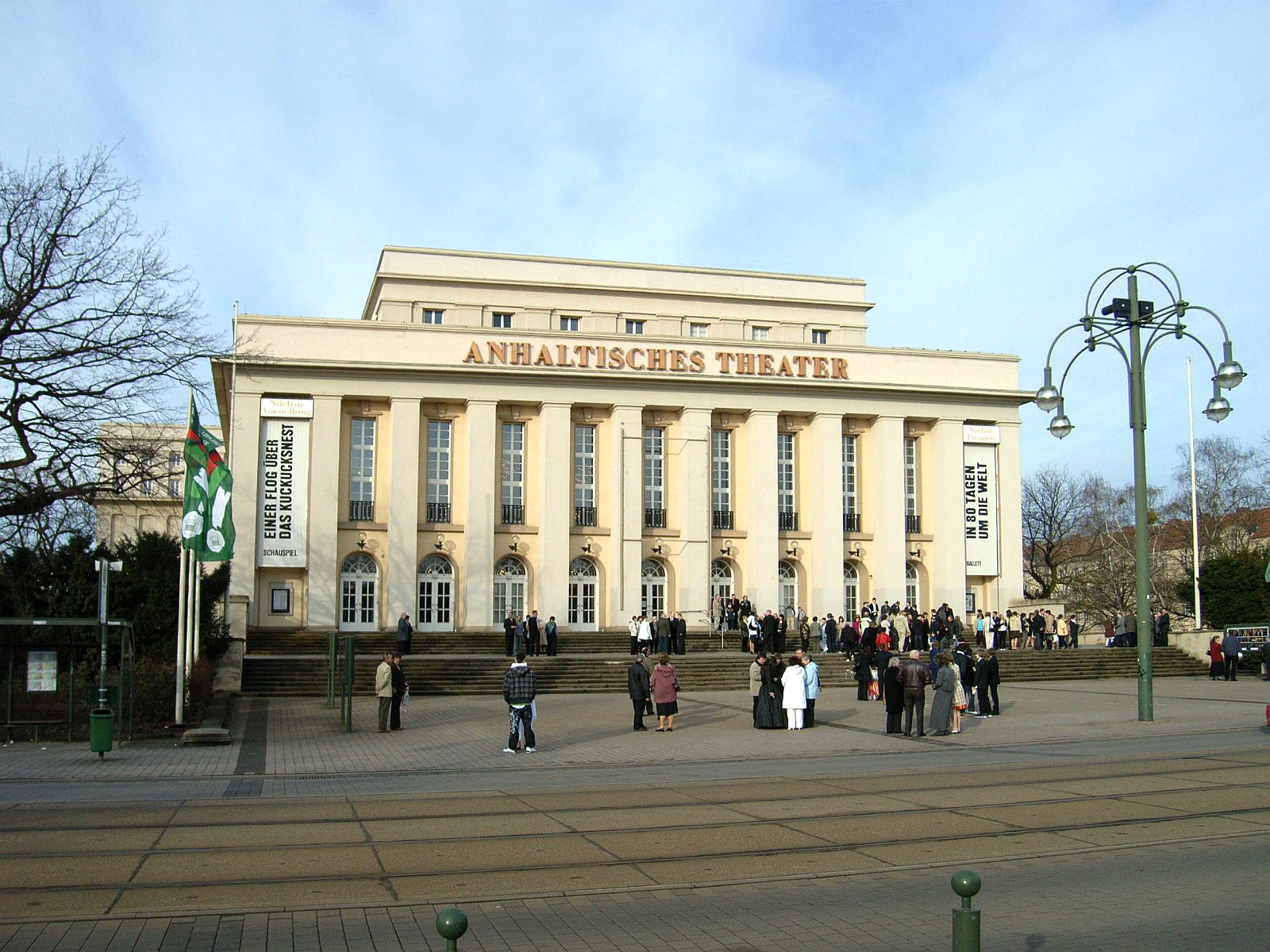
Das Anhaltische Theater (2009)

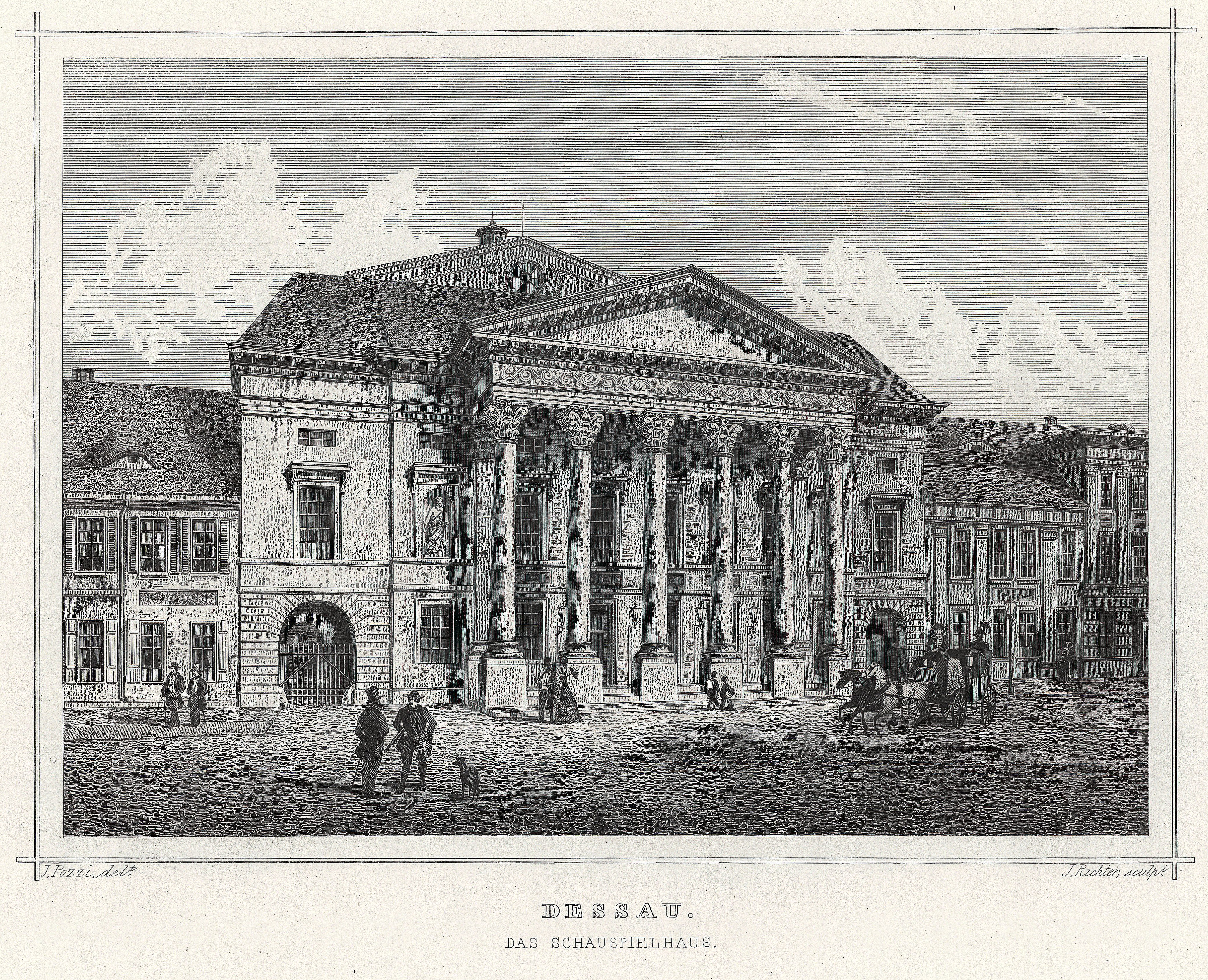
Der Theaterbau im 19. Jh.

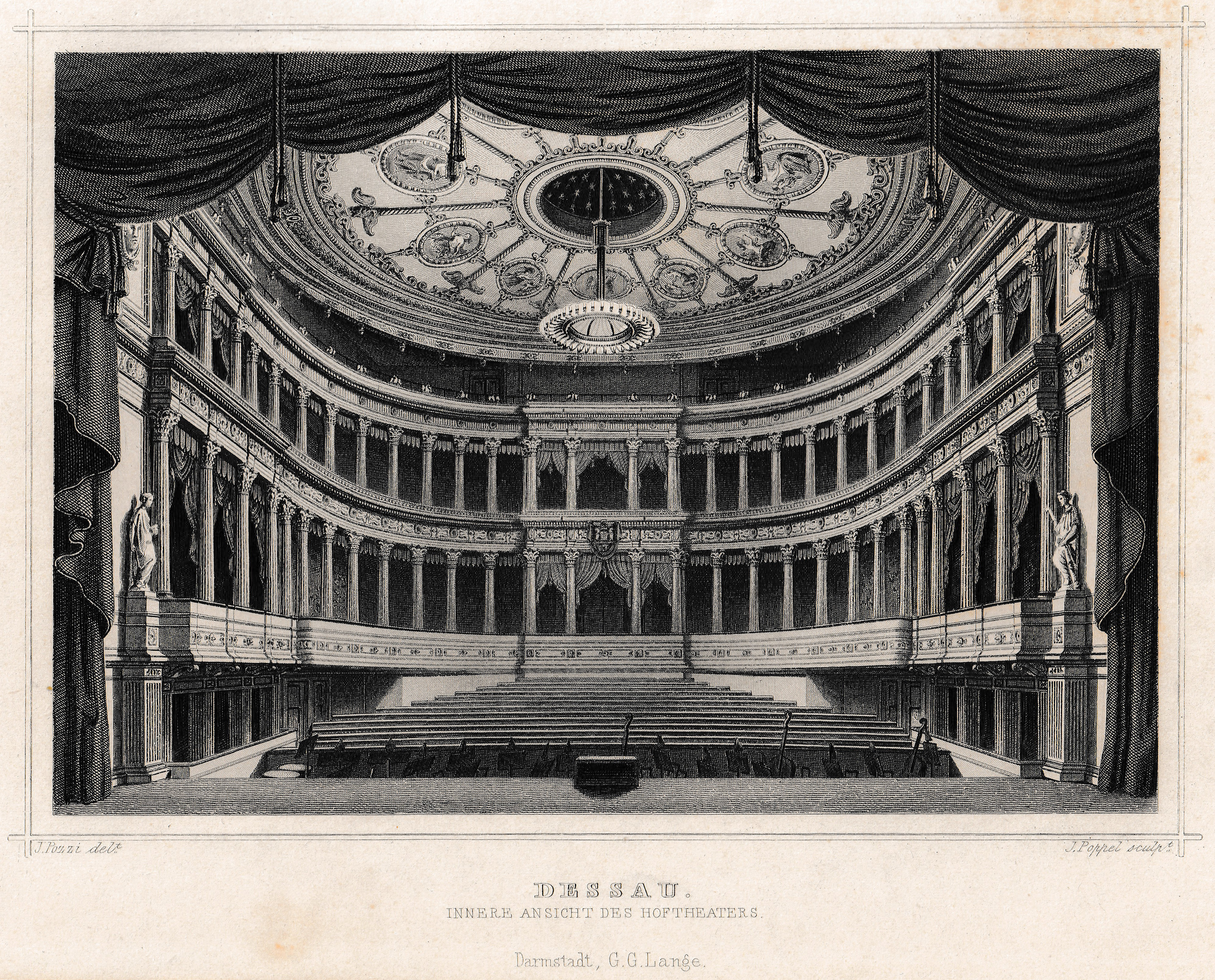
Innere Ansicht des Hoftheaters im 19. Jh.

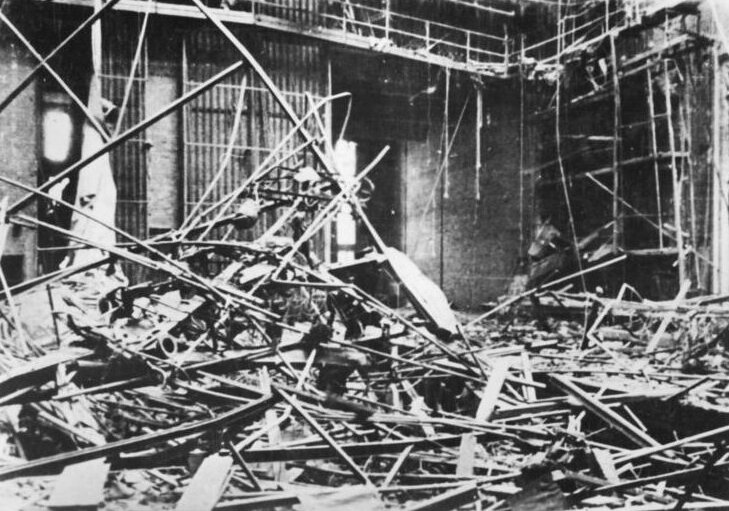
Das zerstörte Theater vor dem Wiederaufbau

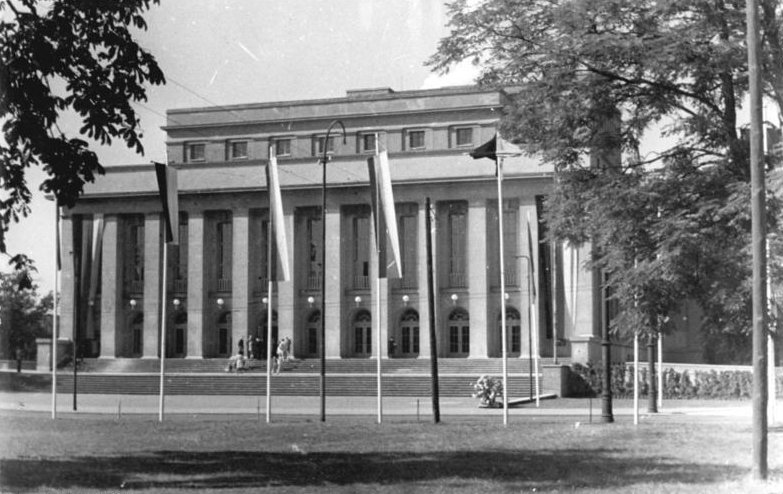
Landestheater Dessau, 1949

Das Anhaltische Theater Dessau ist ein Mehrspartentheater mit Schauspiel, Musiktheater (Oper, Operette, Musical), Ballett, Konzert (Anhaltische Philharmonie) sowie Puppentheater in Dessau-Roßlau in Sachsen-Anhalt.
Das Theater verfügt heute über ein Fassungsvermögen von rund 1100 Zuschauern und ist mit einer der größten Drehbühnen Deutschlands ausgestattet. Im Oktober 2013 wurde das Mehrspartentheater in die Rote Liste Kultur des Deutschen Kulturrates aufgenommen und in die Kategorie 2 als gefährdet eingestuft.

## Geschichte
Das Theaterleben in Dessau sieht auf eine lange Tradition zurück. Bereits 1794 gab es in Dessau ein festes Schauspielensemble. Erste Spielstätte war die Fürstliche Reitbahn, erster Theaterdirektor Friedrich Wilhelm Bossann. Auch wurde in dieser Zeit die Anhaltische Philharmonie gegründet.
Bis 1798 wurde durch Friedrich Wilhelm von Erdmannsdorff (Wörlitzer Park) das erste Theatergebäude errichtet. Als Herzog Leopold III. Friedrich Franz das Theater 1810 aus finanziellen Gründen infolge der Kriegsereignisse schließen ließ, gewann das Liebhaberprojekt Societätstheater noch einmal für kurze Zeit an Bedeutung.
Nach zwei Bränden 1855 (wiederaufgebaut) und 1922 war wieder die Fürstliche Reitbahn Spielstätte.
Nach dreijähriger Bauzeit wurde im Jahre 1938 das jetzige Gebäude als damals größte Bühne nördlich der Alpen mit 1250 Sitzplätzen fertiggestellt. Architekten waren Friedrich Lipp (1882–1957) und Werry Roth (1885–1958). Die Eröffnung fand in Anwesenheit von Adolf Hitler und Joseph Goebbels am 29. Mai 1938 statt. Man gab die Oper Der Freischütz.
Nach der fast vollständigen Zerstörung bei einem der schweren Luftangriffe auf Dessau am 30. Mai 1944 wurde das Theater 1949 nach dem Wiederaufbau mit Mozarts Die Zauberflöte unter der Intendanz Willy Bodensteins (Intendant von 1949 bis 1968) neu eröffnet. In der Zeit ab 1945 wurde von den verbliebenen Theaterleuten ein provisorischer Proben- und Aufführungsraum gefunden und man begann bereits im November des Jahres 1945 wieder mit der Probenarbeit. Im Dezember fand so schon eine erste Aufführung von Beethovens Fidelio statt. Willy Bodenstein folgten als Intendanten bzw. Generalintendanten:
- 1968–1973: Karl Schneider
- 1973–1983: Herbert Keller
- 1983–1992: Peter Gogler
- 1992–2009: Johannes Felsenstein
- 2009–2015: André Bücker

1994 erhielt das bis dahin Landestheater Dessau genannte Haus den Namen Anhaltisches Theater.
Durch massive Kürzungen des Landeszuschusses seitens der Landesregierung Sachsen-Anhalt 2013 sah das Theater seinen Fortbestand als gefährdet an. Selbst durch Schließung dreier Sparten seien die Einsparziele nicht zu bewältigen. Generalintendant Bücker war ein scharfer Kritiker der Kürzungen. Sein Vertrag wurde über die Spielzeit 2014/2015 hinaus von der Stadt Dessau-Roßlau nicht verlängert.
Seit der Spielzeit 2015/2016 ist Johannes Weigand Generalintendant des Anhaltischen Theaters. Weigand war bis 2014 Opernintendant der Wuppertaler Bühnen.

## Auszeichnungen
1954 erhielt das Theater den Vaterländischen Verdienstorden in Silber.